# Botanischer Garten der Stadt Linz

Ein Teich im Freiluftbereich des Botanischen Gartens

Der Botanische Garten der Stadt Linz geht in seinen Ursprüngen auf das Jahr 1853 zurück und wurde 1952 an seinem heutigen Standort eröffnet. Auf einer Fläche von 4,2 Hektar befinden sich mehr als 10.000 verschiedene Pflanzenarten, wobei das größte Augenmerk der Kakteen- und Orchideen-Sammlung gilt. Neben der engeren Anlage gehört ein 14 Hektar großes Arboretum unweit des Hauptstandortes zum Gelände des Botanischen Gartens.

## Geschichte
Die Ursprünge des Botanischen Gartens der Stadt Linz gehen auf die Betreuung eines Botanischen Gartens neben dem Kollegium Aloisianum, einem Gymnasium des Jesuitenordens, auf dem Freinberg zurück.
1926 übernahm die Stadt Linz den 1869 errichteten Botanischen Garten des Vereins für Naturkunde an der Dinghoferstraße als öffentliche Einrichtung, welcher jedoch bereits 1937 wegen des Verkaufs des Areals durch die Stadt Linz an den Verein der Ärzte und der Errichtung des Gebäudes der Ärztekammer für Oberösterreich weichen musste. Die Pflanzenbestände wurden zwar von der Stadtgärtnerei übernommen, jedoch fiel der größte Teil der Pflanzen der Zerstörung während des Zweiten Weltkrieges zum Opfer.
Nach dem Krieg hatte der Landesschulrat für Oberösterreich beim Bürgermeister von Linz 1946 einen Antrag auf Errichtung eines neuen Botanischen Gartens gestellt, woraufhin 1950 eine 1,8 Hektar große Fläche an der Roseggerstraße auf der Gugl für die Anlage eines neuen Gartens gewidmet wurde. 1952 konnte der öffentliche Botanische Garten schließlich an seiner heutigen Stelle von Bürgermeister Ernst Koref eröffnet werden. Bereits 1961 wurde das Areal durch Grundankäufe erstmals erweitert. 1963 erklärte die Internationale Organisation für Sukkulentenforschung (IOS) den Botanischen Garten der Stadt Linz zum vierten Europäischen Träger einer Schutz- und Typpflanzensammlung für Kakteen. 1965 wurde das erweiterte Areal eröffnet und noch im selben Jahr kam es zum zweiten Zukauf einer Grundparzelle.

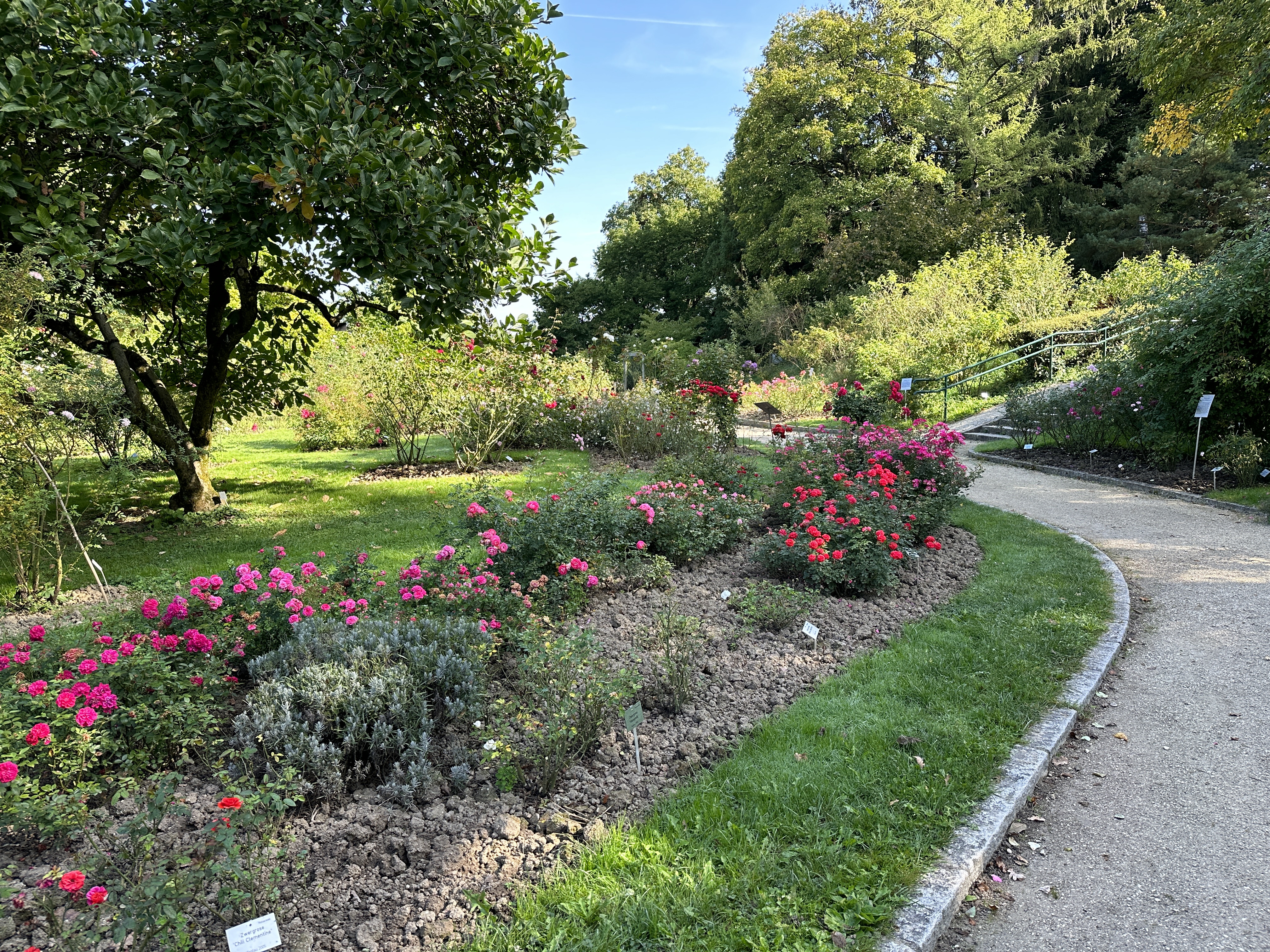
Rosengarten

Ein Jahr später erreichte der Botanische Garten der Stadt Linz mit dem Anlegen des Rosengartens die heutige Größe von etwa 4,2 Hektar. In den folgenden Jahren kam es zu zahlreichen Um- und Neubauten von Gewächshäusern, Arbeits- und Verwaltungsgebäuden. Im Jahr 2000 wurde der Garten durch die Errichtung einer Freiluftbühne mit 100 Sitzplätzen, eines Seminarraums und eines Cafés um die Möglichkeit der Abhaltung weiterer kultureller Veranstaltungen bereichert. Nach der Zusammenlegung des Botanischen Gartens mit der Naturkundlichen Station der Stadt Linz im Rahmen einer magistratsinternen Umstrukturierung im Jahr 2005 kam es 2007 durch die Anlage eines Naturgartens mit Insektenhotel, Bienenschaukasten, Natursteinmauer, Igel-Unterschlupf und weiterer Tierbehausungen zu einer stärkeren Betonung der Fauna im Linzer Garten.

### Leitung
Von 1997 bis 2022 leitete der Biologe Friedrich Schwarz den Botanischen Garten Linz.
Im November 2022 übernahm der Biologe Thomas Schiefecker das Amt.

## Lage
Der Botanische Garten der Stadt Linz befindet sich mit einer Größe von etwa 4,2 Hektar auf der Gugl im Linzer Bezirk Römerberg-Margarethen zwischen der Rosegger- und der Kapuzinerstraße in unmittelbarer Nähe des Linzer Stadions. Der Garten ist ganzjährig geöffnet und im öffentlichen Personennahverkehr der Linz Linien mit der Buslinie 27 zu erreichen (Haltestelle Botanischer Garten), außerdem stehen einige Parkplätze zur Verfügung.

## Gliederung der Anlage
Der Botanische Garten der Stadt Linz lässt sich grob in eine Freilandanlage und eine Gewächshausanlage gliedern; außerdem gehört ein außerhalb, aber in der Nähe des eigentlichen Gartens befindliches Arboretum am südwestlichen Abhang des Freinbergs zur Anlage. Neben den üblichen Arbeits- und Verwaltungsgebäuden beinhaltet der Botanische Garten eine Freiluftbühne, einen Seminarraum, einen Gartenshop und ein Gartencafé.

### Freilandanlage

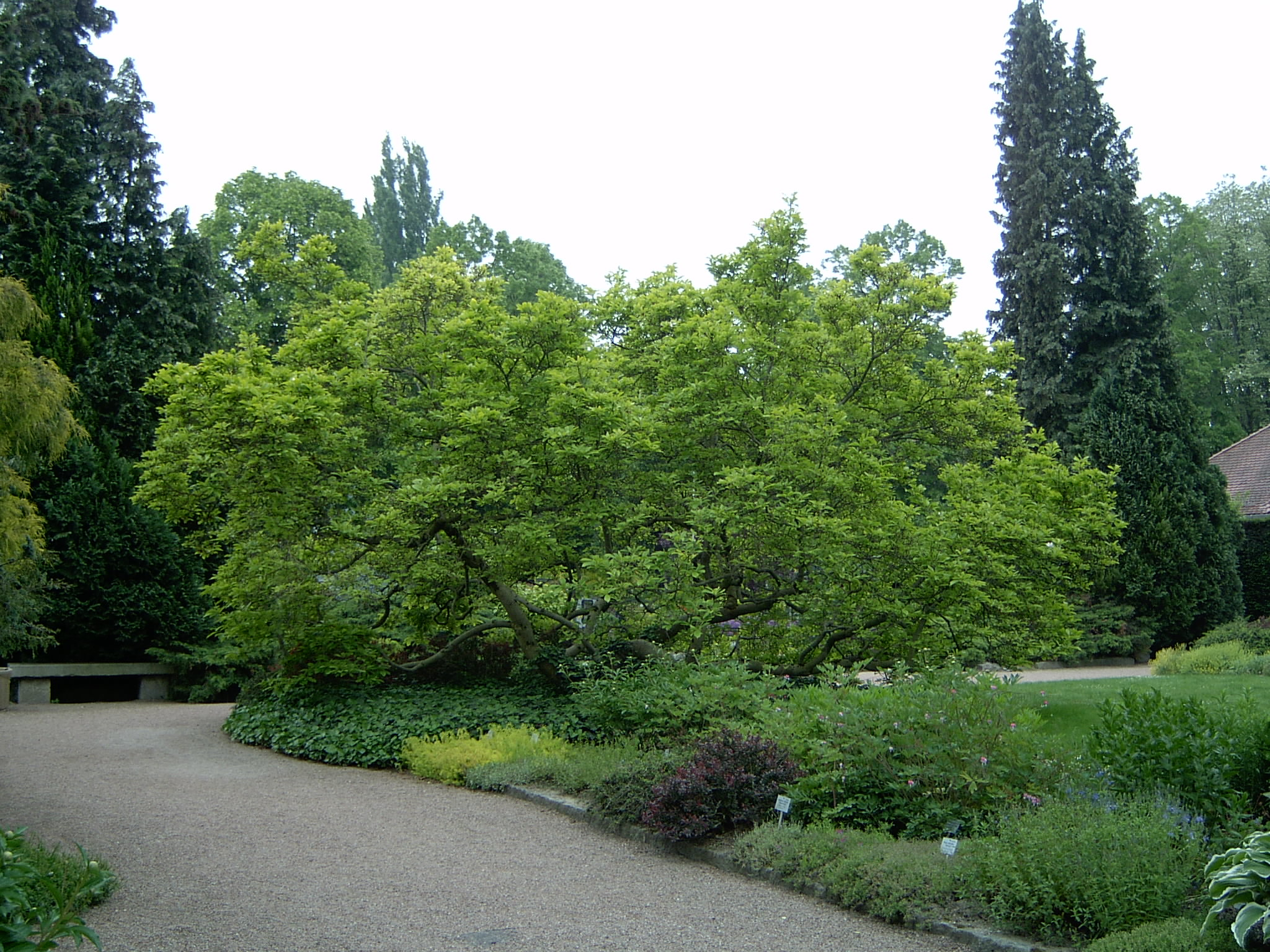
Magnolienbaum im Botanischen Garten der Stadt Linz

Die Freilandanlage ist thematisch und geografisch in 31 Bereiche unterteilt.

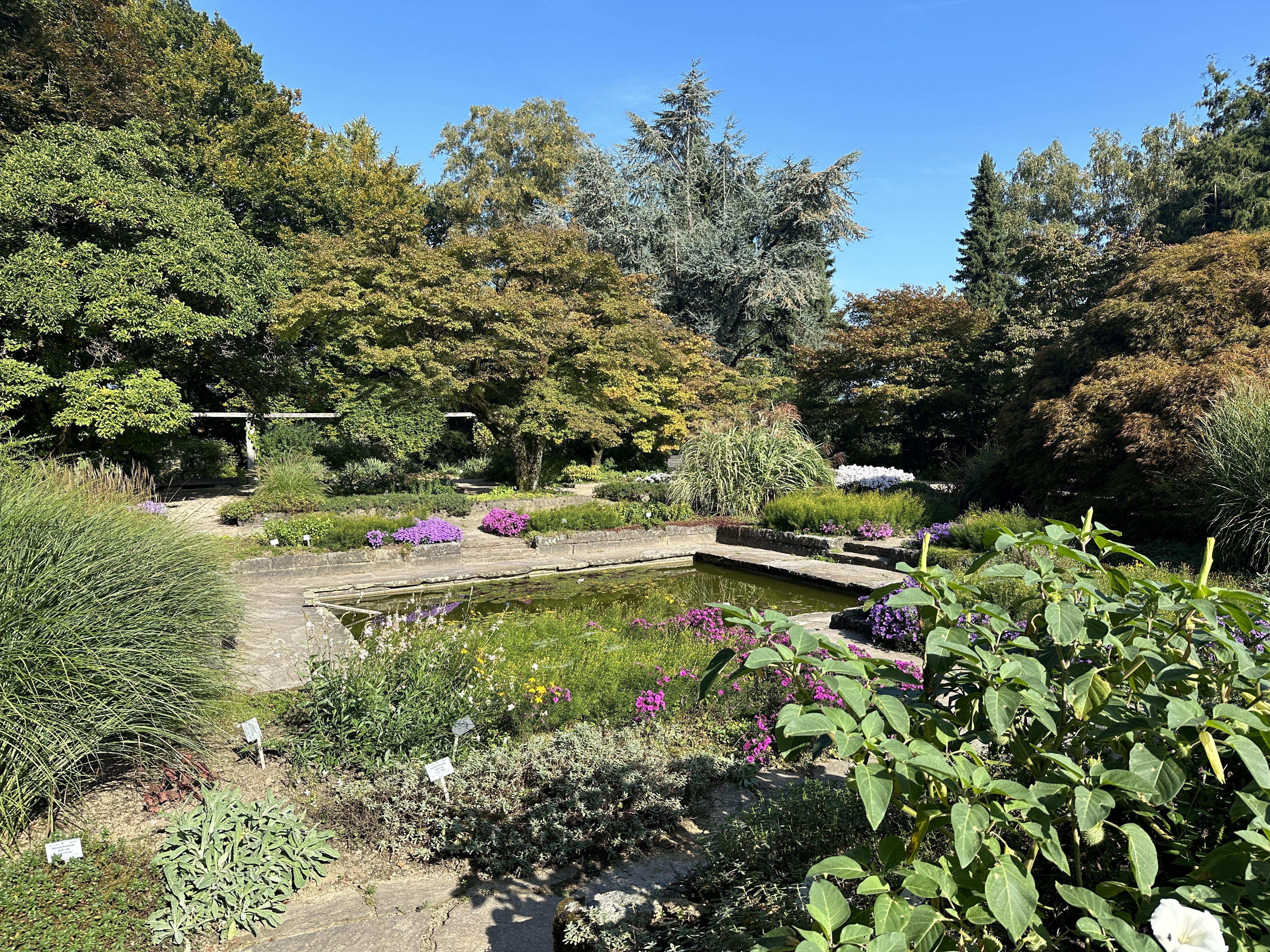
Senkgarten

Im Eingangsbereich befindet sich die Schmuckanlage, deren Blumenbeete abhängig von der Jahreszeit verschieden bepflanzt werden. Im Anschluss daran befindet sich der Senkgarten, der mit verschiedenen Stauden bepflanzt ist. In den Bereichen Sumpfwiese, Auwald, Kalkbuchenwald und Bodensaurer Mischwald wird die einheimische Flora in ausgewählten Ausschnitten unter anderem auch mit geschützten und gefährdeten Pflanzen dargestellt. Im Bereich der Nutz- und Heilpflanzen befinden sich Gewächse wie Öl-, Faser-, Färbe-, Genussmittel-, Gewürzpflanzen und Heilkräuter, an denen anhand von Kulturrassen und Stammformen Vererbungsgesetze und Kreuzungsbeispiele gezeigt werden. Dieser Bereich bildet gemeinsam mit dem Bereich der Gemüsepflanzen, der sich sowohl aus bekannten als auch aus seltenen Gemüsepflanzen zusammensetzt, die Nutzpflanzenabteilung. In dieser Abteilung finden von Zeit zu Zeit Sonderausstellungen statt.
Im Systemgarten befinden sich hauptsächlich winterharte Pflanzen, anhand derer der Stammbaum des Pflanzenreichs dargestellt wird. Der Naturgarten, der 2007 infolge der Zusammenlegung der Naturkundlichen Station mit dem Botanischen Garten entstand, bietet der Tierwelt artenreiche Lebensräume. So werden hier Einrichtungen zum Schutz nützlicher Kleintiere gezeigt, die zur natürlichen Reduzierung von Schädlingen beitragen. Die Ufer- und Wasserpflanzen befinden sich im Bereich des Quellbaches und der zwei kleinen Teiche; insbesondere Schwert- und Taglilien sind hier zu finden. Im Gegensatz zum Sumpfgebiet befinden sich im Bereich der Iris- und Steppenpflanzen zahlreiche Wärme liebende Gewächse, die lange Trockenperioden benötigen. Der Heidegarten ist in die Bereiche Schneeheide und Besenheide unterteilt und zeigt die wesentlichen Bestandteile typischer Heidelandschaften mit nährstoffarmen und sauren Böden. Im Rosengarten bzw. Rosarium befinden sich die unterschiedlichsten Rosenarten, darunter auch solche Sorten, die heute nicht mehr handelsüblich sind. 2020 erfolgt die Restaurierung des Naturgartens. Im Alpinum wird 2022 ein naturnaher Bachlauf errichtet.
In den Bereichen Amerikanische Gehölze, Waldflora Amerikas, Asiatische Gehölze und Pfingstrosen, Waldflora Asiens und Waldflora Kaukasus-Rhododendron-Hang sind immergrüne Laubgehölze sowie diverse Schattenpflanzen der jeweiligen Regionen vertreten. Rund 600 verschiedene Pflanzenarten aus den Gebirgsregionen aller Kontinente befinden sich im . 3.000 m² großen Alpinum. Zudem existieren Bereiche für die Pannonische Flora, Pflanzen aus Afrika und ein Japanhang im Stil des Japanischen Gartens. Weitere Bereiche sind die Narzissenwiese, der Farngrund, das Wiesenmoor und die Biologische Gruppe. Neben dem Präsentieren von rein botanischen Attraktionen versucht der Botanische Garten der Stadt Linz auch Natur und Kultur zu vereinen, indem er etwa Skulpturen österreichischer Künstler im Bereich des sogenannten Skulpturenwegs platziert. Daneben ist auch ein Bereich der Geologie gewidmet. Zur Entspannung steht den Besuchern eine mit Pflanzen ansprechend gestaltete Sonnenterrasse zur Verfügung.

### Gewächshausanlage

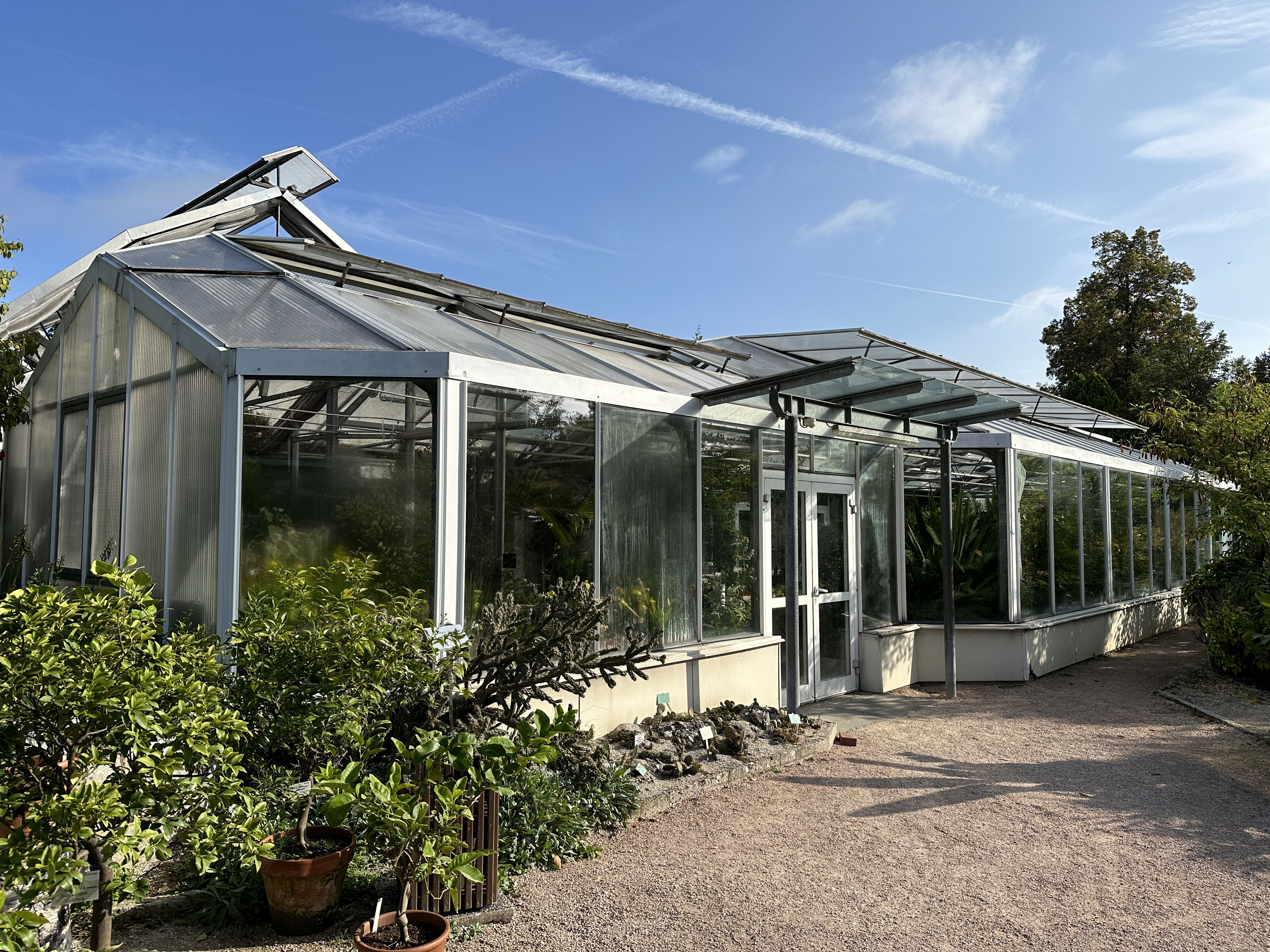
Gewächshausanlage
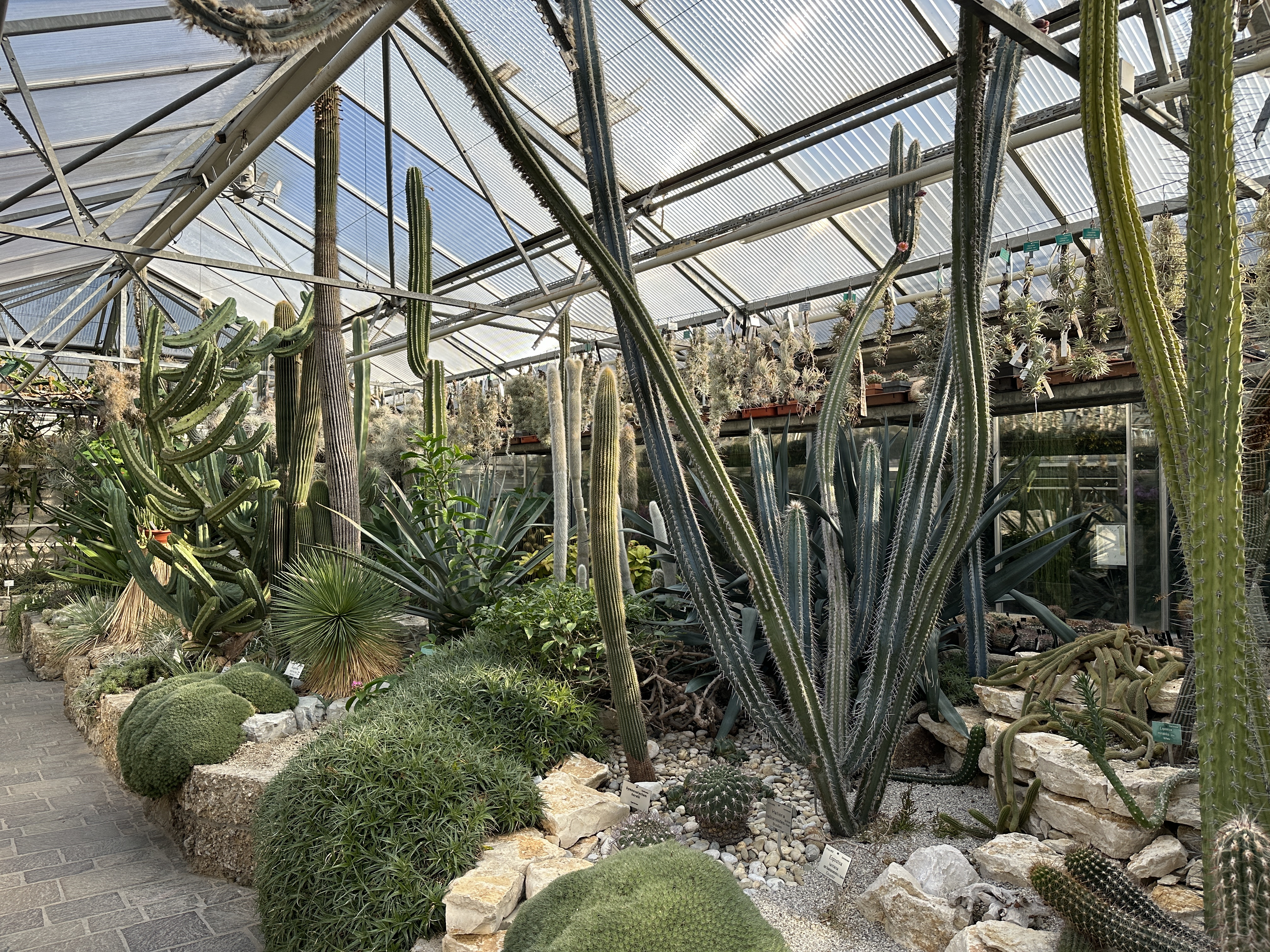
Sukkulentenhaus
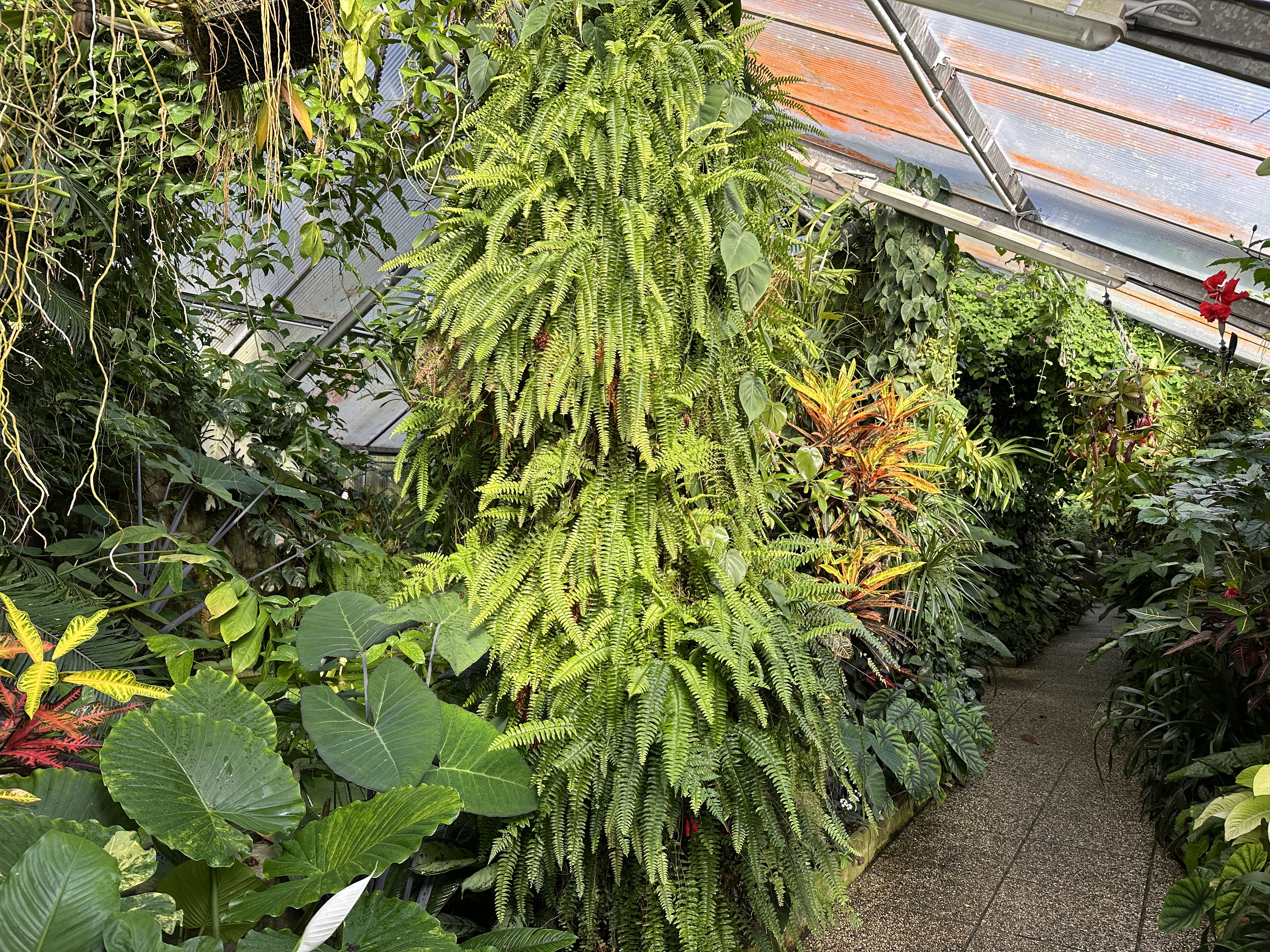
Tropenhaus

Die Gewächshausanlage besteht aus fünf Gewächshäusern.
Das Eingangshaus dient als Bindeglied zwischen den Gewächshäusern. In ihm befinden sich unter anderem fleischfressende Pflanzen, Kalthausorchideen und ein Wasserbecken mit tropischen Seerosen. Im Tropenhaus wachsen verschiedenste tropische Nutz- und Zierpflanzen, darunter Riesenseerosen mit bis zu 1,8 Meter großen Blättern. Die international bedeutende Kakteen-Schutzsammlung befindet sich im Sukkulentenhaus. Die zweite bedeutende Sammlung und gleichzeitig das Markenzeichen des Botanischen Gartens der Stadt Linz, die Orchideensammlung, befindet sich im Orchideenhaus. Das Kalthaus dient vor allem der Überwinterung von Kübelpflanzen; hier finden auch diverse Wechselausstellungen statt.

### Arboretum
Neben den auf dem engeren Gelände des Botanischen Gartens der Stadt Linz befindlichen Anlagen gehört auch ein Arboretum am südwestlichen Abhang des Freinbergs zur Institution. Es handelt sich hierbei um eine Sammlung von etwa 700 verschiedenen Arten und Sorten von Gehölzen aus aller Welt, die dazu dient, Erkenntnisse bezüglich der Tauglichkeit der Pflanzen für die Verwendung zu erlangen. Das ca. 14 Hektar große Areal wurde in den 1950er Jahren von der Stadt Linz angekauft. Zu den wichtigsten Arten im Arboretum zählt die Pflanzenfamilie der Rosengewächse (Rosaceae), welche am häufigsten vertreten ist. Ebenfalls in großer Zahl und Vielfalt zu beobachten gibt es die Familie er Magnoliengewächse (Magnoliaceae) sowie die Geißblattgewächse (Caprifoliaceae), Zaubernussgewächse (Hamamelidaceae), Schmetterlingsblütler (Leguminosae), Ölbaumgewächse (Oleaceae), Steinbrechgewächse (Saxifragaceae), Weidengewächse (Salicaceae) und noch viele weitere kleinere Gruppen und Einzelpflanzen.

## Angebote und Aktivitäten
Neben Führungen durch den Garten, praktischen Kursen und Beratungstätigkeiten werden auch diverse andere kulturelle Veranstaltungen angeboten; so finden regelmäßig Vorträge, Natur- und Kunstausstellungen, Seminare, Konzerte, Lesungen und Kinderprogramme statt. Die Veranstaltungen beschränken sich nicht auf rein botanische Angebote, da es ein zentrales Anliegen des Botanischen Gartens der Stadt Linz ist, Natur und Kultur zu vereinen.

### Kunstausstellungen
2009 war der Botanische Garten Schauplatz einer Ausstellung im Rahmen von Linz 2009 – Kulturhauptstadt Europas. In enger Zusammenarbeit mit der Kunstuniversität Linz finden jährlich Ausstellungen von Studierenden im Botanischen Garten statt. 2021 entwarfen und errichteten Kunststudenten des Studios BASEhabitat der Kunstuniversität Linz einen Holzpavillon.
Zur Erinnerung an das ehemalige Mauthausen Nebenlager II wurde 2022 die Künstlerin Timna Brauer mit der Errichtung der Büste der Ohnmacht, in Ergänzung zu dem bereits bestehenden Mahnmal, beauftragt. Im Jahr 2023 gab es über den ganzen Sommer hinweg die Ausstellung „Keramik und mehr...“ von Sabina Pichlmann, in der Sachen die ihre ursprüngliche Funktion im Alltag verloren haben, neu zum Leben erweckt wurden.

### Publikationen
- Magistrat der Landeshauptstadt Linz, Stadtgärten, Botanischer Garten und Naturkundliche Station: Naturkundliches Jahrbuch der Stadt Linz. Linz 1955–2004.[20]
- Werner Weissmair, Herbert Rubenser, Rudolf Schauberger, Martin Brader: Linzer Brutvogelatlas (= Naturkundliches Jahrbuch der Stadt Linz. Band 46–47). Linz 2001, 318 Seiten (zobodat.at [PDF], online nur in schwarz-weiß).[21]
- Magistrat der Landeshauptstadt Linz, Stadtgärten, Botanischer Garten und Naturkundliche Station: Berichte für Ökologie und Naturschutz der Stadt Linz. Linz 2007–2012.[22]
- Magistrat der Landeshauptstadt Linz, Stadtgärten, Botanischer Garten und Naturkundliche Station: Newsletter des Botanischen Gartens Linz. Linz seit 2005.[23]